# Olle Lanner
Olle Lanner (Stora Tuna, 30 de dezembro de 1884 – Estocolmo, 26 de julho de 1926) foi um ginasta sueco que competiu em provas de ginástica artística.
Lanner é o detentor de uma medalha olímpica, conquistada na edição britânica, os Jogos de Londres, em 1908. Nesta ocasião, competiu como ginasta na prova coletiva. Ao lado de outros 37 companheiros, conquistou a medalha de ouro, após superar as nações da Noruega e da Finlândia.